# Llac Khaindí
El Llac Khaindí (en kazakh Қайыңды көлі, Qayıñdı köli) és un llac de 400 metres de llarg al Kazakhstan amb una profunditat màxima de 30 m en algunes àrees. Està situat a 129 quilòmetres direcció est-sud-est de la ciutat Almati i a 2.000 metres sobre el nivell del mar. Forma part del parc nacional dels llacs Kolsai.
El llac va ser creat com a resultat d'un enorme  ensorrament de calcària, provocat pel terratrèmol de 1911 a Chon-Kemin. El camí cap al Llac Khaindí té diverses vistes panoràmiques cap al Canyó Sati, la Vall Chilik, i el Canyó Khaindí. Troncs submergits dels arbres secs de Picea schrenkiana s'eleven per sobre la superfície.